# Jacek Lalak
Jacek Lalak (ur. 6 listopada 1948 w Gorzowie Wielkopolskim) – polski artysta fotograf, fotoreporter. Członek rzeczywisty Okręgu Dolnośląskiego Związku Polskich Artystów Fotografików. Członek wrocławskiej Grupy Twórczej Format.

## Życiorys
Jacek Lalak absolwent Politechniki Poznańskiej, związany z dolnośląskim środowiskiem fotograficznym – od 1974 mieszka, pracuje, tworzy we Wrocławiu. Był instruktorem do spraw fotografii we wrocławskim Młodzieżowym Domu Kultury im. Mikołaja Kopernika oraz wieloletnim pracownikiem Wrocławskich Szkół Fotograficznych PHO-BOS i AFA. Fotografuje od początku lat 70. XX wieku. Miejsce szczególne w jego twórczości zajmuje fotografia aktu, fotografia kreacyjna, fotografia portretowa – w dużej części powstająca w technice monochromatycznej, w technikach szlachetnych m.in. takich jak guma dwuchromianowa (często przy użyciu kamery otworkowej). W drugiej połowie lat 70. XX wieku był kuratorem sekcji fotograficznej funkcjonującej przy Klubie 1212 – w Teatrze Polskim we Wrocławiu. W latach 80. XX wieku był związany z wrocławską galerią Foto-Medium-Art oraz z Zespołem Roboczym 4 +. 
Jacek Lalak jest autorem oraz współautorem licznych wystaw fotograficznych; indywidualnych i zbiorowych – w Polsce i za granicą. W 1999 był kuratorem Pleneru Form Fotograficznych w Kostrzynie nad Odrą. Jest członkiem rzeczywistym Okręgu Dolnośląskiego Związku Polskich Artystów Fotografików (legitymacja nr 891). W 2016 był komisarzem, kuratorem polsko-niemieckich warsztatów fotograficznych –  z dziedziny fotografii otworkowej, zakończonych wystawami zbiorowymi w Polsce i Niemczech (w domu Edyty Stein we Wrocławiu, w Ausstellungsraum des Anhaltischen Kunstvereins w Dessau) oraz publikacją albumu Continuum. 
W 2011 za twórczość fotograficzną i działalność na rzecz fotografii został uhonorowany Nagrodą Marszałka Województwa Dolnośląskiego. W 2017 został odznaczony Odznaką honorową „Zasłużony dla Kultury Polskiej”. Fotografie Jacka Lalaka znajdują się m.in. w zbiorach Watykanu.

## Odznaczenia
- Odznaka honorowa „Zasłużony dla Kultury Polskiej” (2017)[1];

## Wybrane wystawy indywidualne
- Maski – Galeria Foto-Medium-Art (Wrocław 1978);
- Maski – Galeria PTF (Poznań 1979);
- Rejestracje teatralne – Galeria Intermoda (Wrocław 1979);
- Ślad mnie – Miesiąca Fotografii w Bratysławie (Bratysława 1994);
- Dotknięcie światła – Galeria Pod Plafonem (Wrocław 1996);
- Dotknięcie światła – Polfoto w Międzyzdrojach (Międzyzdroje 1998);
- Ślady – Domek Romański (Wrocław 2004);
- Ślady pamięci – Brzeskie Centrum Kultury (Brzeg 2012)[12];
- Ostatnie pożegnanie – Muzeum Współczesne we Wrocławiu (Wrocław 2012)[8];
- Barcelona 1926 – Galeria Sztuki Mediów KINO (Wrocław 2015)[5];
- The Black Sun-Continuum – Obornicki Ośrodek Kultury (Oborniki Śląskie 2016)[6];
- The Black Sun-Continuum – Galeria ZPAF Za szafą (Wrocław 2017)[1];
- Barcelona 1926 – Galeria Muzeum Staszica (Piła 2019)[13];
- Kody kreskowe, SARS COV-2 – Kłodzki Ośrodek Kultury, Galeria Sztuki pARTer (2022)[14];

Źródło.